# Robot Jox
Robot Jox è un film del 1990 diretto da Stuart Gordon, prodotto da Brian Yuzna e distribuito dalla Dnc Entertainment. Il film, scritto dal regista assieme allo scrittore di fantascienza Joe Haldeman, segue le vicende di Achille, uno dei "robot jox", i piloti di gigantesche macchine meccaniche che combattono incontri per risolvere le dispute territoriali in un mondo distopico postapocalittico.

## Trama
Cinquant'anni dopo un olocausto nucleare, la guerra aperta è vietata dalle nazioni sopravvissute, che si sono fuse in due opposte fazioni: il Mercato e la Confederazione ispirato alla Russia. Per risolvere le dispute territoriali, le due parti tengono incontri tra robot giganti pilotati dai "Robot Jox".
In un incontro il combattente della Confederazione Alexander sconfigge e uccide Hercules del Mercato; a quel punto diventa chiaro che la Confederazione sta ricevendo informazioni sulle nuove armi e disegni da delle spie all'interno del Mercato, con conseguente perdita di incontri critici e la morte di molti dei migliori piloti. Il pilota del Mercato Achille, sostenuto dal progettista di robot Doc Matsumoto e dallo stratega Tex Conway, unico pilota a vincere tutti e dieci le sue lotte contrattuali, si prepara per il suo decimo e ultimo combattimento contro Alexander. Durante la battaglia, Achille tenta di intercettare un proiettile lanciato da Alexander quando sbanda verso gli spalti dei civili, ma non riesce ad evitare l'impatto e collassa sulle gradinate, uccidendo più di 300 spettatori. Entrambe le parti sostengono di avere vinto; tuttavia, gli arbitri decidono che si tratta di un pareggio, e pianificano una rivincita. Achille, scosso dall'incidente, insiste sul fatto che il pareggio sia il suo decimo incontro contrattuale e si ritira, con grande disapprovazione della sua squadra e degli appassionati.
Viene scelta come sostituta Athena, un pilota donna geneticamente progettato. Preoccupato che lei non possa vincere, Achille si impegna a combattere di nuovo contro Alexander, facendo infuriare Athena. Prima della rivincita in programma, Doc discute con Conway nel suo ufficio. Analizzando l'incontro finale di Conway e ne deduce che il fortunato colpo di laser con cui Conway ha vinto la partita contro un avversario superiore era invece un colpo controllato e che la partita era stata truccata per far vincere Conway. Accusa Conway di essere una spia: Conway confessa e uccide Doc, ignaro che Doc stesse registrando la conversazione. Conway dice al commissario Jameson che Doc era la spia, e che si suicidato dopo essere stato scoperto.
La mattina del combattimento, Athena seda Achille nel suo appartamento e lo impersona per ottenere l'accesso alla cabina di guida del robot. Achille decide di aiutarla e riproduce il video didattico che Doc aveva preparato per le nuove armi installate nel robot. Quando il video mostra la confessione di Conway e l'omicidio di Doc, Conway ha un sussulto alla sua morte. Sul campo, Alexander sconfigge Athena e Achille si precipita per tirarla fuori del robot. Gli arbitri ordinano ad Alexander di smettere di combattere, ma Alexander distrugge la piattaforma galleggiante degli arbitri e continua l'attacco. Achille prende il controllo del robot del Mercato. I due piloti continuano la loro lotta, finché entrambi i robot non vengono distrutti. Uno di fronte all'altro, senza le loro macchine usando i rottami come armi, combattono corpo a corpo. Achille alla fine convince Alexander che la partita non deve necessariamente terminare con la morte di uno dei due jox: Alexander quindi mette giù la sua arma, e i due si salutano con il tradizionale saluto dei piloti jox.

## Produzione

### Sviluppo

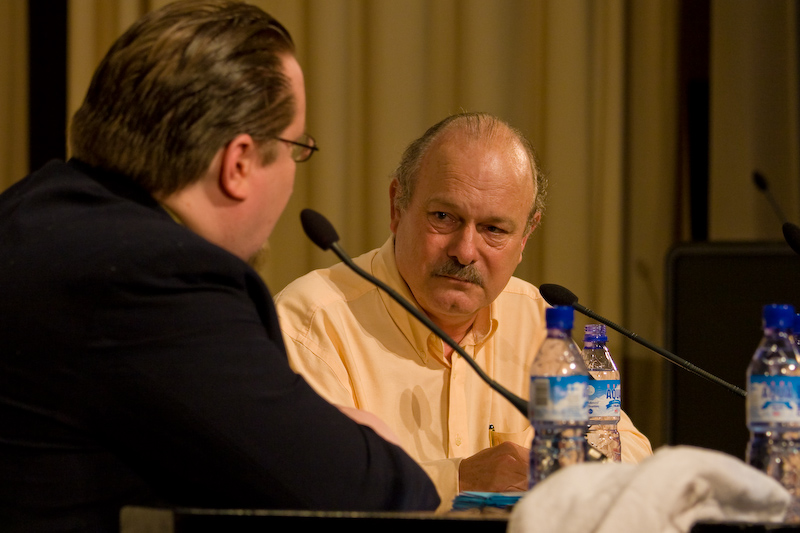
L'autore Joe Haldeman si è scontrato più volte col regista Stuart Gordon.

Il regista Stuart Gordon ha detto di essersi inizialmente ispirato per Robot Jox alla linea di giocattoli giapponesi dei Transformers:
(Stuart Gordon, Horrorfan, Estate 1989)
Quando Gordon inizialmente propose l'idea al produttore Charles Band, questi sostenne che il film avrebbe avuto costi di produzione troppo alti per il suo studio, l'Empire International Pictures. Band poi cambiò idea, ma chiese a Gordon di creare un video di dimostrazione in stop motion con l'artista effetti speciali David W. Allen. Il filmato impressionò i potenziali finanziatori del film, e alla fine è diventato la sequenza dei titoli di testa del film. Inizialmente erano stati preventivati 7 milioni di dollari: il film sarebbe stato il più costoso che l'Empire Pictures avesse mai prodotto.
La produzione del film alla fine è costata secondo alcune fonti circa 10 milioni di dollari e l'Empire Pictures fece fallimento durante la produzione.

### Sceneggiatura
L'autore di fantascienza Joe Haldeman ha scritto la sceneggiatura con Gordon. I due si incontrarono quando Gordon fu ingaggiato per girare un adattamento in quattro parti del romanzo di Haldeman Guerra eterna (The Forever War), ma quando i finanziamenti per il progetto furono tagliati, Gordon invece diresse un adattamento scenico del libro, che anche Haldeman aveva scritto. Due anni dopo, Gordon chiese a Haldeman di lavorare su un adattamento di fantascienza dell'Iliade; l'idea fu la base per quello che poi divenne Robot Jox. Haldeman ha sostenuto che la sua visione e quella di Gordon si sono scontrate: il primo voleva un film di fantascienza drammatico, mentre il secondo voleva un film più rivolto al pubblico, insistendo sulle azioni con effetti speciali con personaggi stereotipati e pseudoscienza. In una bozza di una pagina e mezza, Gordon aveva inserito altri elementi nella trama, tra cui temi della guerra fredda. Haldeman voleva che il titolo del film fosse The Mechanics, ma Gordon insistette su Robot Jox. Secondo Haldeman:
(Haldeman, Interim Report)
Diverse volte, Haldeman ha temuto che questo scontro lo avrebbe portato ad essere eliminato dal progetto, ma i produttori del film si schierarono con lui durante la pre-produzione. Haldeman ha scritto che Gordon in seguito ha riconosciuto che l'autore "stava scrivendo un film per gli adulti che anche può piacere anche ai bambini", mentre Gordon "ha diretto un film per i bambini che può piacere agli adulti."

### Riprese
Le riprese del film iniziarono a Roma nel gennaio 1987 e si conclusero nel mese di aprile. Durante le riprese, i produttori hanno spinto Haldeman a lavorare con i principali attori del film. In seguito, Allen ha cominciato a produrre particolari sequenze di effetti del film insieme a Ron Cobb per aiutarlo a progettare i robot. Allen scelse di girare le sequenze nel letto del lago El Mirage nella contea di San Bernardino, in California a causa di suoi cieli luminosi e l'ampia vista panoramica; tuttavia le riprese ritardarono a causa degli agenti atmosferici. Ha sostenuto Gordon:
(Stuart Gordon, Cinema CPR: The Films of Stuart Gordon)

## Distribuzione
Benché l'uscita del film fosse originariamente prevista per il 1989 (una trasposizione letteraria della sceneggiatura, scritta dall'autore di fantascienza Robert Thurston, fu pubblicata quell'anno), la distribuzione nelle sale fu all'inizio rimandata fino all'aprile del 1990 a causa della bancarotta della Empire International Pictures durante la produzione. Dopo ulteriori ritardi, la Triumph Films ha distribuito il film nei cinema il 21 novembre 1990.

## Accoglienza
Il film ha incassato negli Stati Uniti  1 272 977 dollari (464 441 dollari nel fine settimana di apertura in 333 sale), un ricavo molto basso a fronte di un costo di produzione dai 7 ai 10 milioni.
La sua limitata distribuzione nei cinema ha indotto lo scrittore di fantascienza Gardner Dozois a rimarcare che il film "è stato presumibilmente distribuito quest'anno, ma se fosse uscito a Filadelfia, doveva averlo fatto in fretta, perché non l'ho mai nemmeno visto in lizza, per non parlare del film stesso."

## Riconoscimenti
- Fantasporto (Festival Internazionale del Cinema di Porto) 1990:
  - Candidatura come miglior film.